# Cortyta setifera
Cortyta setifera là một loài bướm đêm trong họ Erebidae.